# Will Fleury
Will Fleury (* 13. března 1989) je irský zápasník smíšených bojových umění. Soutěží v Oktagon MMA, kde je šampionem v těžké a polotěžké váze. Dříve soutěžil v organizacích jako BAMMA, Bellator MMA, Brave Combat Federation (Brave CF) a Professional Fighters League (PFL).

## MMA výsledky
| Výsledek | Bilance  | Soupeř              | Metoda                        | Událost                            | Datum             | Kolo | Čas  | Místo                                | Poznámka                              |
| -------- | -------- | ------------------- | ----------------------------- | ---------------------------------- | ----------------- | ---- | ---- | ------------------------------------ | ------------------------------------- |
| Výhra    | 15-3 (1) | Lazar Todev         | Na body (jednomyslně)         | OKTAGON 68: Todev vs. Fleury       | 8. března 2025    | 5    | 5:00 | Stuttgart, Německo                   | O titul OKTAGON MMA v těžké váze.     |
| Výhra    | 14-3 (1) | Karlos Vémola       | Na body (jednomyslně)         | OKTAGON 65: Paradeiser vs. Keita 2 | 29. prosince 2024 | 5    | 5:00 | Praha, Česká republika               | O titul OKTAGON MMA v polotěžké váze. |
| Výhra    | 13-3 (1) | Pavol Langer        | KO (úder)                     | OKTAGON 62: Bigger Than Ever       | 12. října 2024    | 1    | 1:31 | Frankfurt nad Mohanem, Německo       |                                       |
| Výhra    | 12-3 (1) | Daniel Škvor        | Donucení (arm-triangle choke) | OKTAGON 56: Aby vs. Creasey        | 20. dubna 2024    | 2    | 1:14 | Birmingham, Anglie                   |                                       |
| NC       | 11-3 (1) | Krzysztof Jotko     | Bez výsledku                  | PFL 1: 2023 Regular Season         | 1. dubna 2023     | 3    | 5:00 | Las Vegas, Spojené státy americké    | Fleury neprošel dopingovým testem.    |
| Výhra    | 11-3     | Anthony Salamone    | Na body (jednomyslně)         | PFL 8: 2022 Playoffs               | 13. srpna 2022    | 3    | 5:00 | Cardiff, Wales                       |                                       |
| Výhra    | 10-3     | Tarek Suleiman      | Na body (jednomyslně)         | UAE Warriors 28                    | 26. března 2022   | 5    | 5:00 | Abú Zabí, Spojené arabské emiráty    | O titul UAE Warriors ve střední váze. |
| Výhra    | 9-3      | Hojat Khajevand     | Na body (jednomyslně)         | EFM Show 2: Polska vs. Bułgaria    | 11. září 2021     | 3    | 5:00 | Sofie, Bulharsko                     |                                       |
| Výhra    | 8-3      | Kent Kauppinen      | Na body (jednomyslně)         | Bellator Euro Series 8             | 26. září 2020     | 3    | 5:00 | Milán, Itálie                        |                                       |
| Prohra   | 7-3      | Maciej Rozanski     | Donucení (arm-triangle choke) | EFM 3: Materla vs. Ott             | 20. června 2020   | 2    | 4:00 | Dortmund, Německo                    |                                       |
| Výhra    | 7-2      | Justin Moore        | Donucení (arm-triangle choke) | Bellator 240                       | 22. února 2020    | 1    | 4:14 | Dublin, Irsko                        |                                       |
| Prohra   | 6-2      | Norbert Novenyi Jr. | Na body (jednomyslně)         | Bellator 227                       | 27. září 2019     | 3    | 5:00 | Dublin, Irsko                        |                                       |
| Výhra    | 6-1      | Antonio Jones       | Na body (jednomyslně)         | Bellator 224                       | 12. července 2019 | 3    | 5:00 | Thackerville, Spojené státy americké |                                       |
| Výhra    | 5-1      | Shaun Taylor        | Donucení (rear-naked choke)   | Bellator 217                       | 23. února 2019    | 2    | 1:32 | Dublin, Irsko                        |                                       |
| Prohra   | 4-1      | Alen Amedovski      | KO (údery)                    | Bellator 203                       | 14. července 2018 | 1    | 1:49 | Řím, Itálie                          |                                       |
| Výhra    | 4-0      | Tarek Suleiman      | Na body (jednomyslně)         | Brave CF 10                        | 2. března 2018    | 3    | 5:00 | Ammán, Jordánsko                     |                                       |
| Výhra    | 3-0      | Gordon Roodman      | TKO (údery)                   | EFC Worldwide 66                   | 16. prosince 2017 | 2    | 1:35 | Pretorie, Jihoafrická republika      |                                       |
| Výhra    | 2-0      | Kyle McClurkin      | TKO (údery)                   | BAMMA 28: Parke Vs. Redmond        | 24. února 2017    | 1    | 2:49 | Belfast, Severní Irsko               |                                       |
| Výhra    | 1-0      | John Redmond        | Donucení (arm-triangle choke) | Battle Zone FC 15                  | 2. dubna 2016     | 1    | N/A  | Donaghmede, Irsko                    |                                       |

Zdroje: